# エルンスト・ルートヴィヒ (ポメラニア公)
エルンスト・ルートヴィヒ（Ernst Ludwig, 1545年11月20日 - 1592年6月17日）またはエルネスト・ルードヴィグ（ポーランド語：Ernest Ludwik wołogoski）は、ポメラニア＝ヴォルガスト公（在位：1560年 - 1592年）。ポメラニア＝シュテッティン公およびカミエン司教であった兄ヨハン・フリードリヒとともにポメラニア公領の分領ヴォルガストを支配した。

## 生涯
エルンスト・ルートヴィヒは、ポメラニア＝ヴォルガスト公フィリップ1世とマリア・フォン・ザクセンとの間に生まれた10人兄弟のうちの第4子である。1560年2月14日に父フィリップ1世が亡くなった後、子供たち全員は大叔父のバルニム9世の後見下に置かれた。エルンスト・ルートヴィヒは弟バルニム10世とともに1563年から1565年までヴィッテンベルク大学で学び、マルティン・ルターの家に居住した。また、兄ボギスラフ13世とともに、一時的にザクセン＝ヴァイマル公ヨハン・ヴィルヘルムの宮廷に住んだ。
1569年にバルニム9世が引退し、公領は5月23日にヤシェニツァ（現在はポリツェの一部）においてポメラニア家の男性成員の間で分割され、ヴォリンの議会により承認された。エルンスト・ルートヴィヒと兄ボギスラフ13世はポメラニア＝ヴォルガストを、他の兄弟であるヨハン・フリードリヒとバルニム10世はポメラニア＝シュテッティンを、カジミール6世はカミエン司教領をそれぞれ受け取った。ボギスラフ13世とバルニム10世は直ちにその地位を放棄し、それぞれバルトおよびノイエンカンプの領地とリューゲンヴァルデの領地を代わりに手に入れたため、エルンスト・ルートヴィヒは単独でヴォルガストを統治することになった。
1577年10月20日、ブラウンシュヴァイク＝ヴォルフェンビュッテル公ユリウスの娘ゾフィア・ヘートヴィヒと結婚し、3子が生まれた。
エルンスト・ルートヴィヒはグライフスヴァルト大学を改革し、そこで医学部の再建に個人的に関わった。エルンスト・ルートヴィヒは、オーバーザクセン・クライスにおけるポメラニア公領の軍事的地位を高めようとする兄ヨハン・フリードリヒの試みにも加わったが、失敗に終わった。
1574年、エルンスト・ルートヴィヒはプダグラのウーゼドム修道院の跡地に邸宅を建てた。現在のフォアポンメルン＝グライフスヴァルトの2つの村にエルンスト・ルートヴィヒの名が残されている。ヴォルガスト近くにグロース・エルンストホフを建設し、1580年にはグライフスヴァルト湾の岸にルートヴィヒスブルクの居城を建て、1586年8月16日に妃ゾフィア・ヘートヴィヒに贈った。
エルンスト・ルートヴィヒは1592年7月17日に死去し、グライフスヴァルト大学は同日に告別式を行った。葬儀は7月19日にウォルガストで行われた。言い伝えによると、公爵の死を予兆するように、5月23日にシュテッティンに後光が現れ、その後硫黄と血の雨が降ったという。未亡人のゾフィア・ヘートヴィヒはローイッツに隠居し、1594年に子供たちとともにウォルガスト宮殿から引っ越し、1631年1月30日に亡くなった。当初、ゾフィア・ヘートヴィヒはルートヴィヒスブルクに引退する予定であった。
エルンスト・ルートヴィヒの継承者は息子のフィリップ・ユリウスであったが、ボギスラフ13世の後見下に置かれた。

## 結婚と子女
エルンスト・ルートヴィヒは1577年にブラウンシュヴァイク＝ヴォルフェンビュッテル公ユリウスの娘ゾフィア・ヘートヴィヒと結婚した。ゾフィア・ヘートヴィヒは夫の死から39年後の1631年にローイッツで亡くなり、夫と同様にヴォルガストの聖ペテロ教会に埋葬された。
この結婚で1男2女が生まれた。
- マリア・ヘートヴィヒ（1579年 - 1606年）
- エリーザベト・マグダレーナ（1580年 - 1649年） - クールラント・ゼムガレン公フリードリヒ・ケトラーと結婚
- フィリップ・ユリウス（1584年 - 1625年） - ポメラニア＝ヴォルガスト公